# Widderfeld
Widderfeld är en bergstopp i Schweiz.   Den ligger i kantonen Obwalden, i den centrala delen av landet, 60 km öster om huvudstaden Bern. Toppen på Widderfeld är 2 075 meter över havet, eller 172 meter över den omgivande terrängen. Bredden vid basen är 1,3 km. Widderfeld ingår i Pilatus.
Terrängen runt Widderfeld är bergig åt sydost, men åt nordväst är den kuperad. Runt Widderfeld är det ganska tätbefolkat, med 93 invånare per kvadratkilometer.. Närmaste större samhälle är Luzern, 10,7 km nordost om Widderfeld. 
I omgivningarna runt Widderfeld växer i huvudsak blandskog.